# 伊東祐正
伊東 祐正（いとう すけまさ）は、江戸時代前期の武士。
旗本・成瀬正武の嫡男として生まれる。幼い頃に井伊直孝邸で行われた宴席で、直孝から直々に正宗十哲の志津三郎兼氏を贈呈される。父の切腹後は、母の実家である飫肥伊東氏を頼り、成瀬祐正を名乗る。父と親しかった直孝や土井利勝、安藤重信をはじめ、従兄弟の正虎、之成らと文通を続け、帰参を申し出続けるも聞き届けられず、伊東内膳祐正と改名し飫肥城松の丸にて失意のまま生涯を終える。
次男祐勝は父の意思を継ぎ成瀬伊織と名乗り、幕臣への帰参を願い出続ける。正虎の取り計らいで一旦尾張藩へ仕官することになるが、振袖火事の影響で江戸詰めから本藩勤務となり、帰参は遠のく。尾張藩では成瀬氏発祥の地である三河国足助庄成瀬郷高浜村の所領を与えられ、犬山成瀬家の与力として高浜弥次右衛門を称するようになる。この高浜弥次右衛門の嫡系子孫に、幕末に尾張藩で発生した青松葉事件に連座して処刑された十四士の一人、成瀬加兵衛正順がいる。
三男の正美は飫肥藩の一門三家・伊東主水家の祖となっている。